# Мауа-да-Серра
Мауа-да-Серра (порт. Mauá da Serra) — муниципалитет в Бразилии, входит в штат Парана. Составная часть мезорегиона Северо-центральная часть штата Парана. Входит в экономико-статистический  микрорегион Апукарана. Население составляет 7908 человек на 2006 год. Занимает площадь 108,324 км². Плотность населения — 73,0 чел./км².

## История
Город основан 24 мая 1992 года.

## Статистика
- Валовой внутренний продукт на 2003 год составляет 104 390 987,00 реалов (данные: Бразильский институт географии и статистики).
- Валовой внутренний продукт на душу населения на 2003 год составляет 14 400,74 реалов (данные: Бразильский институт географии и статистики).
- Индекс развития человеческого потенциала на 2000 год составляет 0,719 (данные: Программа развития ООН).

## География
Климат местности: субтропический. В соответствии с классификацией Кёппена, климат относится к категории Cfb.